# ジョン・フェドコック
ジョン・フェドコック（John Fedchock、1957年9月18日 - 、オハイオ州クリーブランド生まれ）は、アメリカのジャズ・トロンボーン奏者、バンドリーダー、編曲家である。
フェドコックは、オハイオ州立大学とイーストマン音楽学校で学んだ。1980年代にウディ・ハーマン・オーケストラで数年間働き、彼のアレンジが知られるところとなった。また、ジェリー・マリガン、ルイ・ベルソン、ボブ・ベルデン、ローズマリー・クルーニー、スザンナ・マッコークルとも共演した。1992年にニューヨーク・ビッグ・バンドでリーダーとして最初のアルバムを録音した。ニューヨーク・ビッグ・バンドは2000年代後半まで活動していた。

## ディスコグラフィ

### リーダー・アルバム
- New York Big Band (1992年、Reservoir)
- On the Edge (1998年、Reservoir)
- Hit the Bricks (2000年、Reservoir)
- No Nonsense (2002年、Reservoir)
- Up and Running (2007年、Reservoir)
- Like It Is (2015年、MAMA)
- Reminiscence (2018年、Summit)
- Justifiably J.J. (2024年、Summit)